# Llegenda de Santa Eulàlia

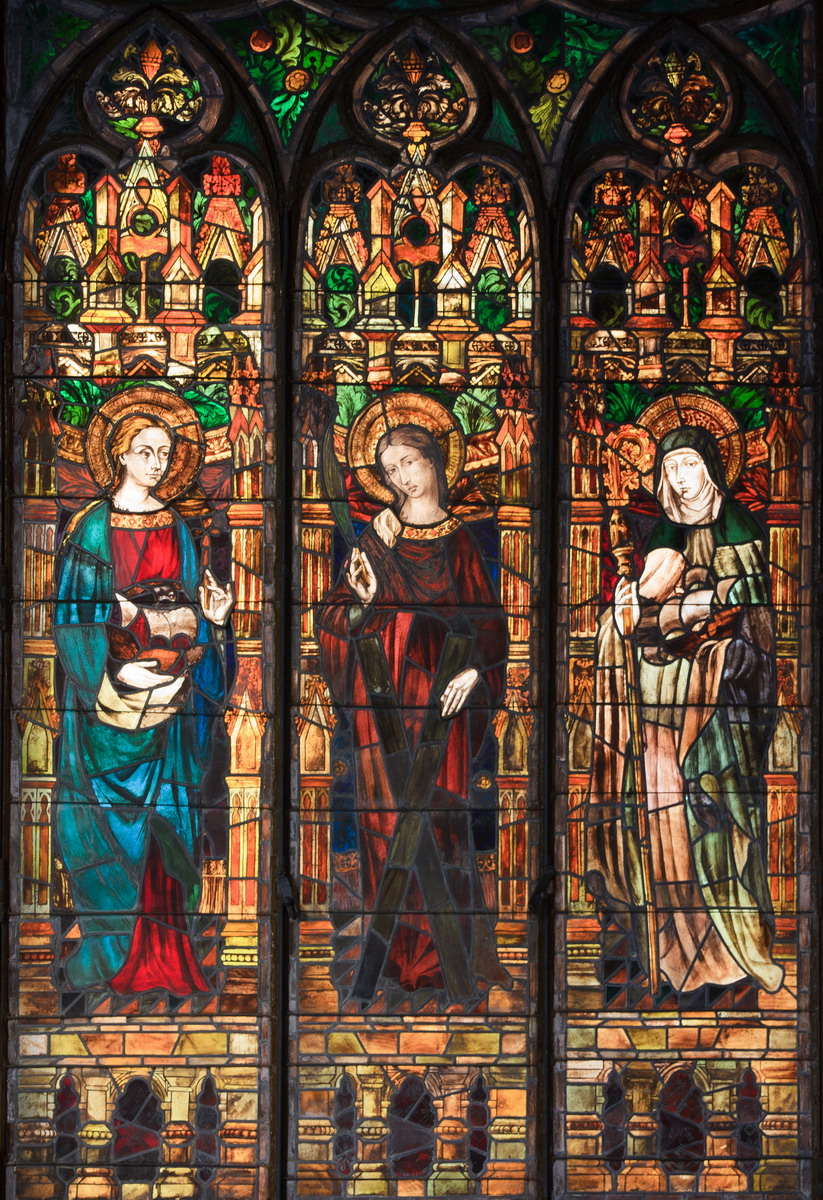
Barcelona. Ajuntament. Casa de la Ciutat. Galeria gòtica. Vitrall de Rigalt. Al centre, santa Eulàlia, co-patrona de la ciutat. Als costats, les patrones del barri de la Ribera, santa Madrona, a l'esquerra, i Santa Maria de Cervelló, a la dreta.

La llegenda de Santa Eulàlia està formada per un conjunt de relats que amb algunes variants expliquen la vida d'una noia cristiana nascuda al segle III a Sarrià o Barcelona, que fou solidària amb els pobres, i que amb tretze anys fou engarjolada i durament castigada per haver demanat al cònsol Dacià que l'emperador Dioclecià deixés de perseguir els cristians.
L'existència de santa Eulàlia de Barcelona com a personatge històric és dubtosa per alguns historiadors, que apunten que podria ser el fruit d'un fenomen conegut amb el nom de desdoblament hagiogràfic, a partir de la història de Santa Eulàlia de Mèrida, perquè la biografia i el martirologi s'hi assemblen molt.

## Lloc de naixement
Una de les versions explica que la noia va néixer en una casa senyorial situada en un indret anomenat Desert de Sarrià. Vora de casa hi havia un bosc de xiprers. Un dia que hi passejava, tingué una aparició: un àngel li digué que fóra santa i patrona de Barcelona i, en record del prodigi, els xiprers es van convertir en palmeres, un arbre llavors desconegut a la ciutat. Per això, la finca de Sarrià tenia palmeres i era coneguda com el Desert de Sarrià.
Eulàlia, mentre era a casa seva, cuidava les oques que s'hi criaven. Per aquest motiu, al claustre de la Catedral de Barcelona hi ha de forma permanent tretze oques, tantes com els anys que tenia en morir, de color blanc, com a símbol de la seva puresa.
Al número 9 del Portal de l'Àngel, davant del Palau Barberà, hi havia una pedra que Eulàlia, quan venia a la ciutat a cavall d'un ruquet per anar a costura, feia servir per descavalcar-ne.
Altres versions apunten que era de l'interior de Bàrcino.

## Caritat
Era una noia molt caritativa i els pobres trucaven sovint a la porta de casa seva perquè sempre els donava almoina. Això molestava als seus pares, que la renyaven sovint. Un dia que la noia portava pa amagat a la faldilla per a donar a una pobra, el seu pare li preguntà què portava, ella li va dir que duia flors, i el pa es convertí en flors.
Dues noies que anaven a buscar aigua a un pou proper a casa seva van trobar-se que no hi havia aigua al pou, i tement el càstig del seu pare es van posar a plorar. Eulàlia les sentí, estengué el seu mantell sobre el brocall i l'aigua brollà per damunt del pou i les noies van omplir els càntirs. Amb tanta força sortia l'aigua que formà un riu que segueix alimentant els pous de Barcelona.

## Martiri

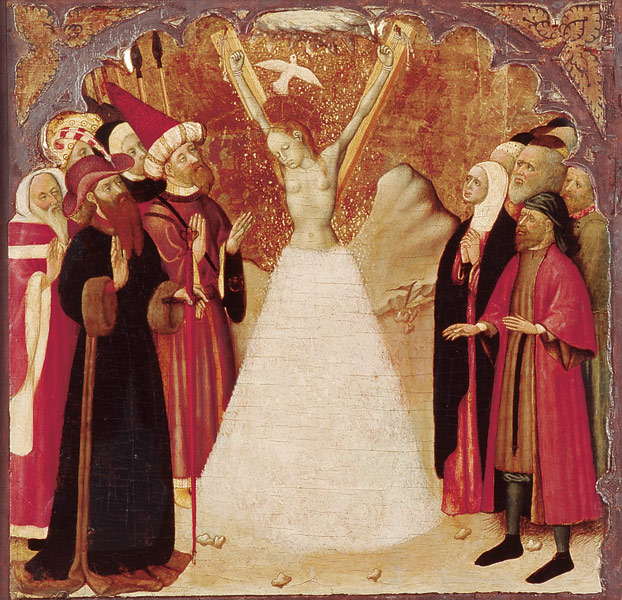
La neu cobreix Santa Eulàlia en aquesta obra pictòrica anomenada Crucifixió de Santa Eulàlia, de Bernat Martorell. Prové del Retaule de Santa Eulàlia i Sant Joan, 1427-1437 (Vic, Museu Episcopal de Vic)

Quan tenia tretze anys s'inicià la persecució de Dioclecià contra els cristians. Per això, amb valentia, d'amagat dels pares, l'anà a buscar al temple per a increpar i humiliar al prefecte Decià. Després d'insultar-lo, Decià li demanà que adorés falsos déus i la perdonaria, però ella li va llançar un grapat de sorra damunt de l'altar en to de befa. Per això la prengueren, l'empresonaren a la presó del final del carrer de la Boqueria que donava a l'indret de la Volta de Santa Eulàlia i del Remei.
Com que no volgué apostatar, la noia va patir tretze turments, tants com anys tenia. Fou assotada, li van estripar la carn amb garfis, li posaren els peus sobre brases roents, li tallaren els pits, li fregaren les nafres amb pedra tosca, li aplicaren oli bullent a les ferides, la van ruixar amb plom fos i la van llançar a una bassa de calç.
Un altre dels turments que va patir va consistir a ficar-la nua en una bóta plena de claus i vidres i llançar-la rodolant tretze cops per un pendent, l'actual carrer anomenat Baixada de Santa Eulàlia, on hi ha una imatge de la santa en una petita capella. Per commemorar aquest fet, la diada de la santa, els fidels pujaven i baixaven aquest carrer tretze cops, simbolitzant el recorregut de la bota. També per això, Santa Eulàlia era patrona del gremi de boters.
També la tancaren tota nua dins un corral ple de puces. Per això quan s'acosta el dia de la seva festa les puces són més grosses que mai, que volen recordar el martiri de la santa. Per això entre la Volta de Santa Eulàlia i la del Remei hi ha el Call de les Puces.
Un altre turment fou el del foc, lligada la jove a una estaca; miraculosament, però, les flames s'apartaven del cos d'Eulàlia per dirigir-se contra els seus botxins. L'episodi és un dels que està representat als relleus del rerecor de la Catedral de Barcelona.
Després d'ésser fuetejada, va ser tancada en una presó, en un calabós ple de puces per tal que li piquessin les ferides. Aquesta presó, deia la llegenda, era al carrer de la Volta de Santa Eulàlia. Per això, el 12 de febrer, les puces són més grosses i piquen amb més fúria. El sol, avergonyit d'aquest martiri, no vol entrar en aquest carreró, habitualment fosc i només l'il·lumina la diada de Santa Eulàlia. La santa havia estat empresonada, també, a la Volta del Remei o al número 7 del carrer del Call.

## Mort

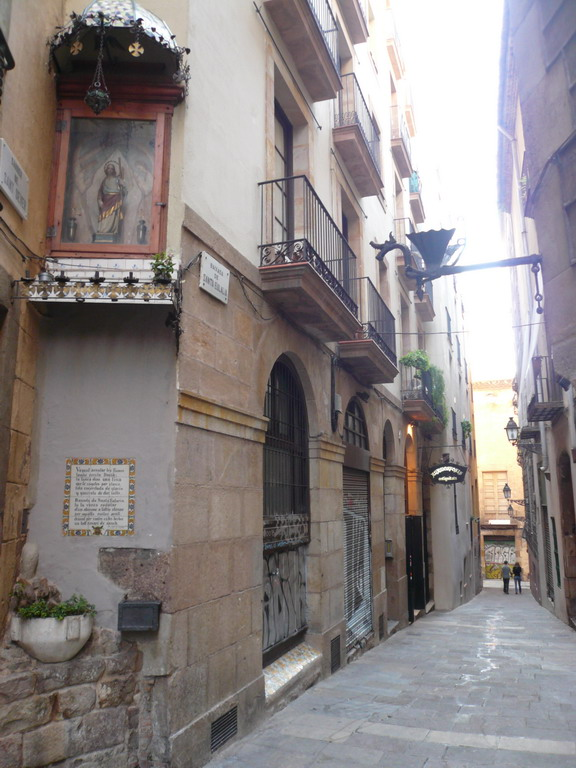
La Baixada de Santa Eulàlia de Barcelona conserva el nom, una imatge i uns versos de Jacint Verdaguer que fan referència a Santa Eulàlia, on segons la tradició l'haurien ficat nua en una bóta plena de claus i vidres i llançat rodolant tretze cops pel pendent.

Diu la llegenda que, després de tretze turments, finalment la van clavar tota despullada en una creu en forma d'aspa (forma coneguda com a creu de Santa Eulàlia, o de Sant Andreu) a la Plaça de l'Àngel. En aquell moment, per preservar la seva intimitat i que ningú no la veiés nua, li van créixer els cabells fins a tapar-la o, segons altres versions, va començar a nevar fins que va quedar coberta per la neu. Va morir a la creu i la seva ànima va volar, en forma de colom blanc que li va sortir de la boca. També es diu que un estol d'àngels es van endur el seu cos cap a la glòria. Una altra tradició diu que després de morir va fer una gran nevada que va fer que els soldats que guardaven el seu cos marxesin pel fred i els seus pares se'n poguessin fer càrrec i enterrar-la. Per això mai neva el dia de la seva festa a Barcelona.
Diversos llocs de Barcelona reclamaven l'honor d'haver estat l'indret de la mort de la santa: els més anomenats eren el Pla de la Boqueria (motiu pel qual, a la casa de la Rambla fa cantonada amb el carrer de la Boqueria, hi ha l'escultura de la santa presidint el lloc)

## Despulles
Quan les restes de la santa van ser traslladades de Santa Maria de les Arenes a la Catedral, el 878, en arribar la processó al portal de la ciutat, que era on ara hi ha la Plaça de l'Àngel, l'arca on anaven les restes va prendre un pes tan gran que no va poder ser moguda i van haver de deixar-la a terra. Malgrat els intents d'aixecar-la, no hi havia manera de poder continuar la translació i es va pregar perquè el Cel enviés un senyal que permetés conèixer-ne la causa. Un àngel s'aparegué llavors i assenyalà amb el dit un dels canonges que prenia lloc a la processó: el sacerdot, penedit, va confessar que, en fer el trasllat de les restes de la santa a l'arca, se n'havia quedat un dit, com a relíquia i, en tornar-lo al seu lloc, van poder tornar a aixecar l'arca i continuar la cerimònia: la santa no volia entrar "incompleta" a la seva ciutat. Per aquest motiu, l'antiga Plaça del Blat va canviar el nom i passà a dir-se Plaça de l'Àngel i l'actual carrer de la Llibreteria prengué el nom de Baixada de Santa Eulàlia, a més, s'hi instal·là al portal l'escultura d'un àngel de planxa de coure que assenyalava cap avall, i una altra de santa Eulàlia.
Anys després de la seva mort, una reina visità Barcelona i volgué veure el cos de Santa Eulàlia i quan s'hi acostà quedà cega.
El 1714, després de la rendició de Barcelona, santa Eulàlia feu el miracle d'amagar les armes als ulls dels invasors, que només van trobar-ne d'inservibles.